# دبیرستان کوندورسه

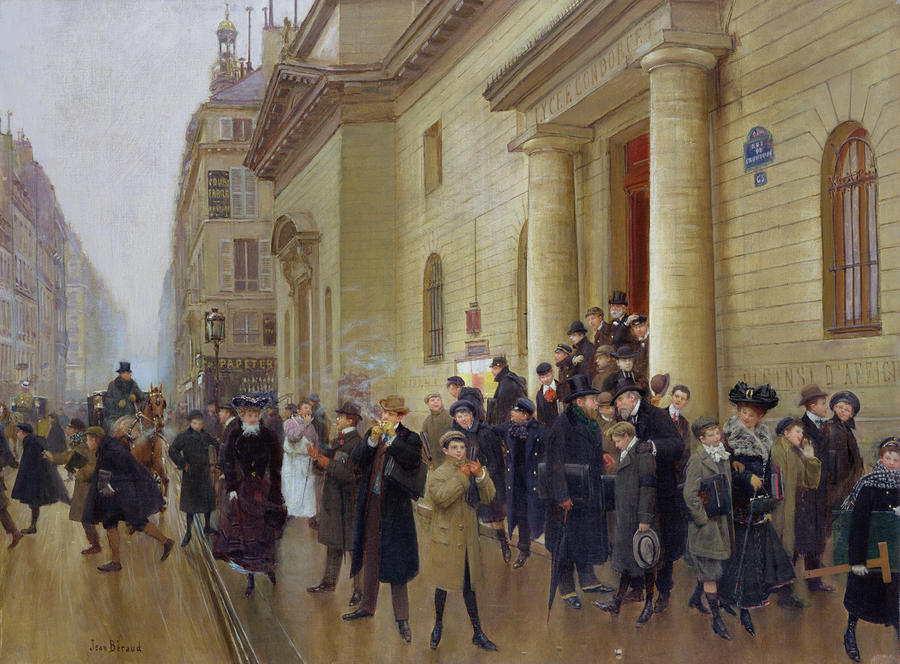
ورودی دبیرستان

دبیرستان کوندورسه (به فرانسوی: Lycée Condorcet) نام مدرسه ای است که در سال ۱۸۰۳ تأسیس شد و در منطقه ۹ پاریس واقع است. از زمان تأسیس و در دوره‌های گوناگون سیاسی، نام‌های مختلف بر روی آن گذارده‌اند ولی امروزه با نام مارکی دو کندورسه فیلسوف و ریاضیدان فرانسوی شناخته شده‌است. بزرگانی چون آنری برگسون، کلود لوی-استروس، مارسل پروست و پل ورلن در این مدرسه تحصیل کرده‌اند. تعدادی از دبیران مشهور این دبیرستان عبارتند از: ژان بوفره، ژان-ماری گویو، ژان-پل سارتر و استفان مالارمه.